# Refugiados ucranianos en Rusia
Los Refugiados Ucranianos en Rusia son ciudadanos y residentes permanentes de Ucrania que de forma independiente o se vieron obligados a partir hacia Rusia después del inicio de la represión a las protestas prorrusas en Ucrania de 2014. En 2014, inmediatamente después del estallido de la Guerra del Dombás, más de un millón de personas entraron en Rusia desde las zonas de combate de las regiones de Donetsk y Lugansk.
Según una declaración de la representante oficial del Ministerio de Asuntos Exteriores de Rusia, María Zajárova, el número total de ciudadanos ucranianos en Rusia al 16 de marzo de 2017 es de 2 300 320 personas, de las cuales más de un millón son refugiados del Donbass.
Sin embargo, Georgy Tuka, el viceministro para los Territorios Ocupados y Desplazados Internos, dijo, el 15 de junio de 2016, que el número real de desplazados del Donbass es de unos 800 000; esta estimación se realizó según un estudio independiente realizado por organizaciones internacionales. Al mismo tiempo, según el Ministerio de Política Social, el número de inmigrantes registrados supera los 1,7 millones de personas (al 1 de febrero de 2016). De esta cifra, más de 714 000 familias solicitaron asistencia estatal en efectivo, que fue asignada a más de 669 000 familias.
Según datos citados por el diario británico The Telegraph, en junio de 2016, 100 000 personas abandonaron el territorio de Crimea. Al mismo tiempo, aproximadamente 21000 personas están registradas oficialmente en el país como “desplazados internos” de Crimea.
Según una declaración Mustafa Abdülcemil Qırımoğlu, un diputado de Ucrania, de mayo de 2015, unas 35.000 personas abandonaron Crimea, de las cuales más de 20.000 eran tártaros de Crimea. Estos últimos, se establecieron principalmente en las regiones occidentales de Ucrania.
En febrero de 2022, una semana antes de la invasión rusa a gran escala de Ucrania, las autoridades de la República Popular de Donetsk (RPD) y la República Popular de Lugansk (RPL) anunciaron la evacuación de la población. Las hostilidades posteriores provocaron un aumento del flujo migratorio y, de febrero a agosto, unos 2 millones de ucranianos llegaron a Rusia, más de 300.000 de los cuales eran niños. Al mismo tiempo, muchos no tenían otra opción: los "corredores humanitarios" estaban abiertos sólo hacia Rusia, y un intento de viajar a las regiones de Ucrania controladas por el Gobierno de Kiev bajo constantes bombardeos era demasiado arriesgado.
La ruta más famosa pasa por la autoproclamada RPD y la región de Rostov. Abandonan las ciudades ocupadas, incluso en autobuses de evacuación organizados por la RPD y Rusia. A veces es necesario inscribirse en estas excursiones de ida con dos o tres semanas de antelación. Antes de subir al autobús y en los puestos de control, las personas se someten a una "filtración", que son interrogatorios para identificar a partidarios del régimen de Kiev.
En Rusia, los refugiados ucranianos pueden instalarse en centros de alojamiento temporal o encontrar alojamiento por su cuenta; muchos se mudan con familiares. Al mismo tiempo, la mayoría de los partidarios del régimen de Kiev prefieran no permanecer en Rusia.

## Olas de migración

### Entre 2014 y 2016
En 2014, comenzó la Guerra del Dombás, lo que desembocó en una crisis migratoria a gran escala. En 2016, casi la mitad de la población de la región se vio obligada a abandonar sus hogares. Sólo en los primeros meses, entre 500.000 y 675.000 inmigrantes cruzaron la frontera rusa. A finales de año, se habían desplegado alrededor de 1.000 Centros de Alojamiento Temporal (CAT) en las regiones fronterizas. 
En 2015, Rusia ocupó el primer lugar en número de refugiados aceptados en la clasificación del Alto Comisionado de las Naciones Unidas para los Refugiados. El número total de solicitantes de asilo en el país fue de 1,1 millones 
Entre 2014 y 2015, se asignaron 13,5 mil millones de rublos para “mejoras sociales y domésticas” (residencia temporal, reubicación, pagos y atención médica) para los ciudadanos ucranianos refugiados en Rusia.
Las primeras oleadas de refugiados pudieron elegir una región o ciudad de reubicación; incluso el CAT, los voluntarios se acercaron a ellos y les proporcionaron listas de lugares potenciales.
Sin embargo, desde enero de 2017, los centros de alojamiento temporal están cerrados: las personas que vivían allí se establecieron en Rusia y obtuvieron la ciudadanía rusa; o regresaron a Ucrania o a territorios controlados por las repúblicas no reconocidas de Donbass.